# Ingraham (Schiff, 1989)
Die USS Ingraham (FFG-61) war eine Fregatte der United States Navy und gehört der Oliver-Hazard-Perry-Klasse an. Sie ist benannt nach Captain Duncan Ingraham (1802–1891).

## Technik
Die Ingraham wird zu den sog. long-hull gezählt, d. h., sie ist etwa 138 Meter lang und 13 Meter breit. Sie hat einen Tiefgang von 7 Meter. Auf dem Schiff arbeiten etwa 236 Personen, davon etwa 215 Besatzungsmitglieder und 21 Angehörige der Helikopterbesatzungen (sechs Piloten, 15 Mann Wartungspersonal).

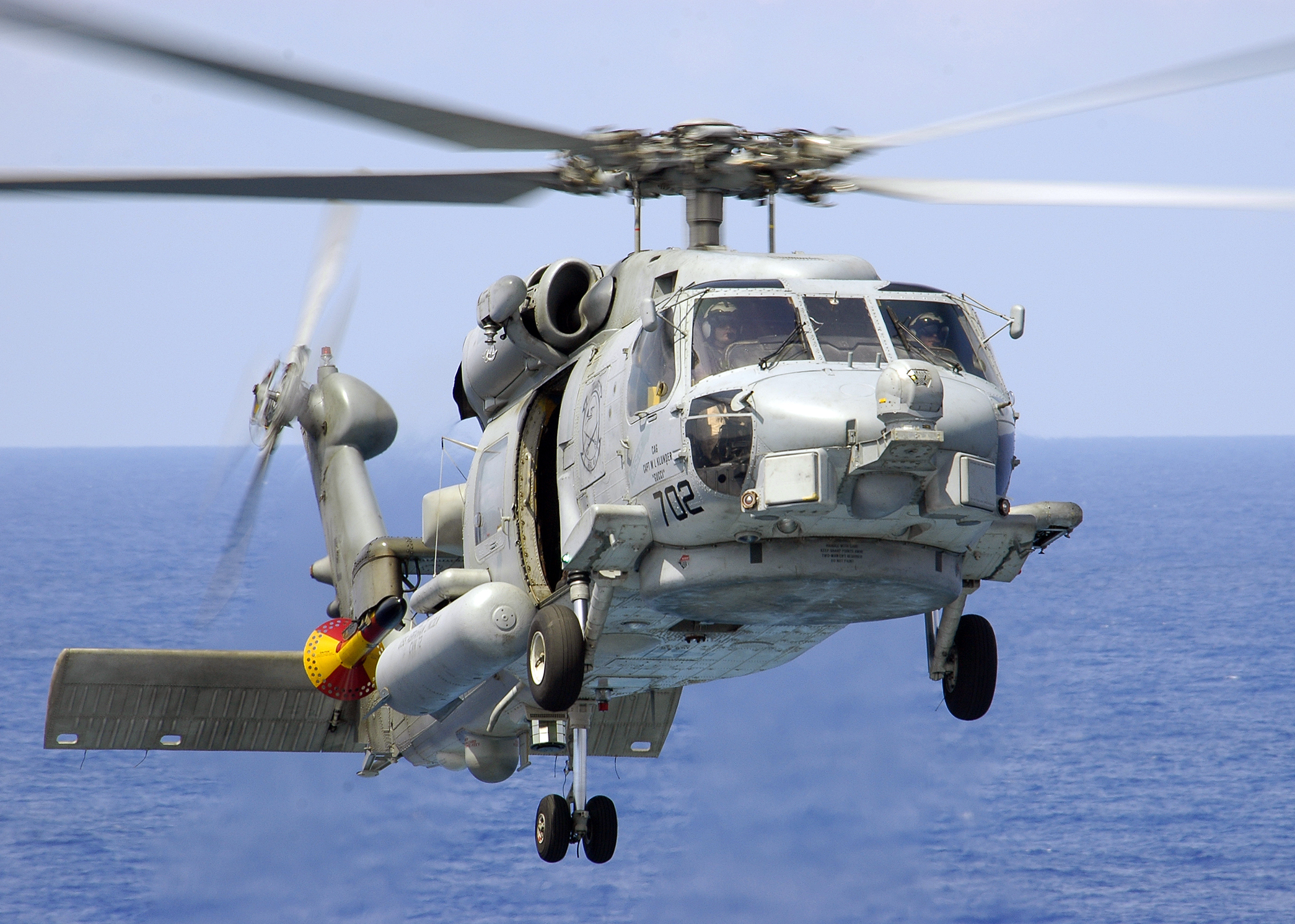
SH-60B Seahawk

Die Ingraham war, wie alle Schiffe der Perry-Klasse, zunächst hauptsächlich als Geleitschiff zur Abwehr von Luft- und Seezielen konzipiert. Zu diesem Zweck war sie mit einem MK13-Starter für SM1-Raketen zur Luftabwehr und Harpoon-Raketen zur Bekämpfung von Seezielen ausgerüstet, der jedoch zu Beginn des 21. Jahrhunderts entfernt wurde.
Zur Seezielbekämpfung bleiben der USS Ingraham noch ein einzelnes 76-mm-Geschütz sowie zwei Torpedorohre, die sich gegen U-Boote einsetzen lassen. Außerdem verfügt das Schiff über ein CIWS zur Abwehr von anfliegenden Seezielflugkörpern. Zusätzlich befinden sich auf der Ingraham zwei SH-60 Seahawk-Helikopter, die sich zur Bekämpfung von Oberflächenzielen und U-Booten eignen und die mit Penguin-Antischiffsraketen sowie Torpedos ausgerüstet werden können.

## Geschichte
FFG-61 wurde 1984 in Auftrag gegeben und 1987 bei Todd Pacific Shipyards auf Kiel gelegt. 1988 lief die Fregatte vom Stapel und wurde getauft. Am 5. August 1989 wurde die Ingraham als letzte ihrer Klasse in Dienst gestellt.
1997 operierte die Ingraham zur Überwachung der zivilen Schifffahrt im Persischen Golf. 2003 fuhr die Fregatte an der Seite von Carl Vinson im Pazifik. Während dieser Fahrt lag sie unter anderem drei Tage in Apra Harbor, Guam. 2005 nahm das Schiff an der im Mittelmeer stattfindenden Übung Bright Star 2005 teil.
Im November 2007 schloss die Ingraham sich der Kampfgruppe um die Tarawa an, um eine sechsmonatige Fahrt in den Pazifik und Indik zu beginnen. Auf dieser Fahrt befuhr sie in enger Formation mit Port Royal und Hopper die Straße von Hormus. Während der Durchfahrt wurden die drei Schiffe Anfang 2008 in internationalen Gewässern von fünf Schnellbooten der Iranischen Revolutionsgarde angesteuert, die in die Formation brachen, drohende Funknachrichten übermittelten und weiße Boxen unbekannten Inhalts vor der Ingraham im Wasser aussetzten. Der Vorfall dauerte 30 Minuten und wurde von US-Seite als „unnötig provokativ“ bezeichnet.
2009 verlegte die Ingraham in den Pazifik, wo sie multinationale Übungen und Trainingsfahrten durchführte. Nach dem Erdbeben bei den Samoainseln wurde die Ingraham in die Region geschickt, um dort Hilfe zu leisten.
Am 12. November 2014 wurde die Ingraham in der Naval Station Everett außer Dienst gestellt.
Im August 2021 wurde die Ingraham im Rahmen der Übung SINKEX, vom 2. Bis zum 16. August 2021, in der Nähe von Hawaii versenkt. Dabei wurde es vom Land sowie von einem zuvor auf einem Flugzeugträger gestarteten Flugzeug beschossen. Zuletzt beschoss die Chicago das Schiff mit einem Mk-48-Torpedo, der das Schiff in zwei Teile zerbrechen ließ.